# Прапор Бородянки
Прапор Бородянки — офіційний символ-прапор смт Бородянки (Бородянського району Київської області), затверджений рішенням № 312-13-VI Бородянської селищної ради від 5 квітня 2012 року.

## Опис
Опис надається згідно з рішенням Бородянської селищної ради "Про затвердження герба та прапора селища міського типу Бородянка Бородянського району Київської області":
|  | Полотнище прапора в співвідношенні сторін 2:3. Прапор перетнутий і розподілений ліворуч та праворуч на синій з білим кольори. В центрі прапора можливе розміщення герба смт Бородянка. |

Автори проекту символіки: Олександр Кандауров, Михайло Іашвілі-Шубін.

## Джерело
- Рішення № 312-13-VI Бородянської селищної ради "Про затвердження герба та прапора селища міського типу Бородянка Бородянського району Київської області" від 5 квітня 2012 року.